# Get at Me Dog
«Get At Me Dog» es el primer sencillo de DMX. Es su sencillo debut para el sello Def Jam, de su primer álbum, It's Dark and Hell Is Hot. Cuenta con Sheek Louch de The LOX en el coro, y el instrumental fue producido por Dame Grease de Lot Libre / Ruff Ryders, con una producción adicional de PK.
Originalmente, en el primer verso y el tercer DMX se suponía que disertaba a 2Pac para decir que el rap de la costa este es mejor que la de la costa oeste, pero en lugar disertó a K-Solo. 50 Cent hace una referencia a esta canción en su diss para Sheek Louch y otros raperos titulado «Piggy Bank». 
«Get At Me Dog» también está en la lista de reproducción del videojuego Grand Theft Auto: Liberty City Stories, en la estación de ficción de la radio de rap: The Jam Liberty. 
El sencillo alcanzó el puesto 39 en el Billboard Hot 100 en los EE. UU., por lo que fue la segunda mejor posición alcanzada por DMX.

## Posiciones
| Chart                                        | Posición |
| -------------------------------------------- | -------- |
| Billboard Hot Dance Music/Maxi Singles Sales | 1        |
| Billboard Hot 100                            | 39       |
| Billboard Hot R&B/Hip-Hop Singles & Tracks   | 19       |
| Billboard Hot Rap Singles                    | 6        |